# لیندشتدت (گاردلگن)
لیندشتدت (به آلمانی: Lindstedt) یک منطقهٔ مسکونی در آلمان است که در گراده‌لگن واقع شده‌است. لیندشتدت  ۵۶۳ نفر جمعیت دارد.